# Suchumska Droga Wojenna

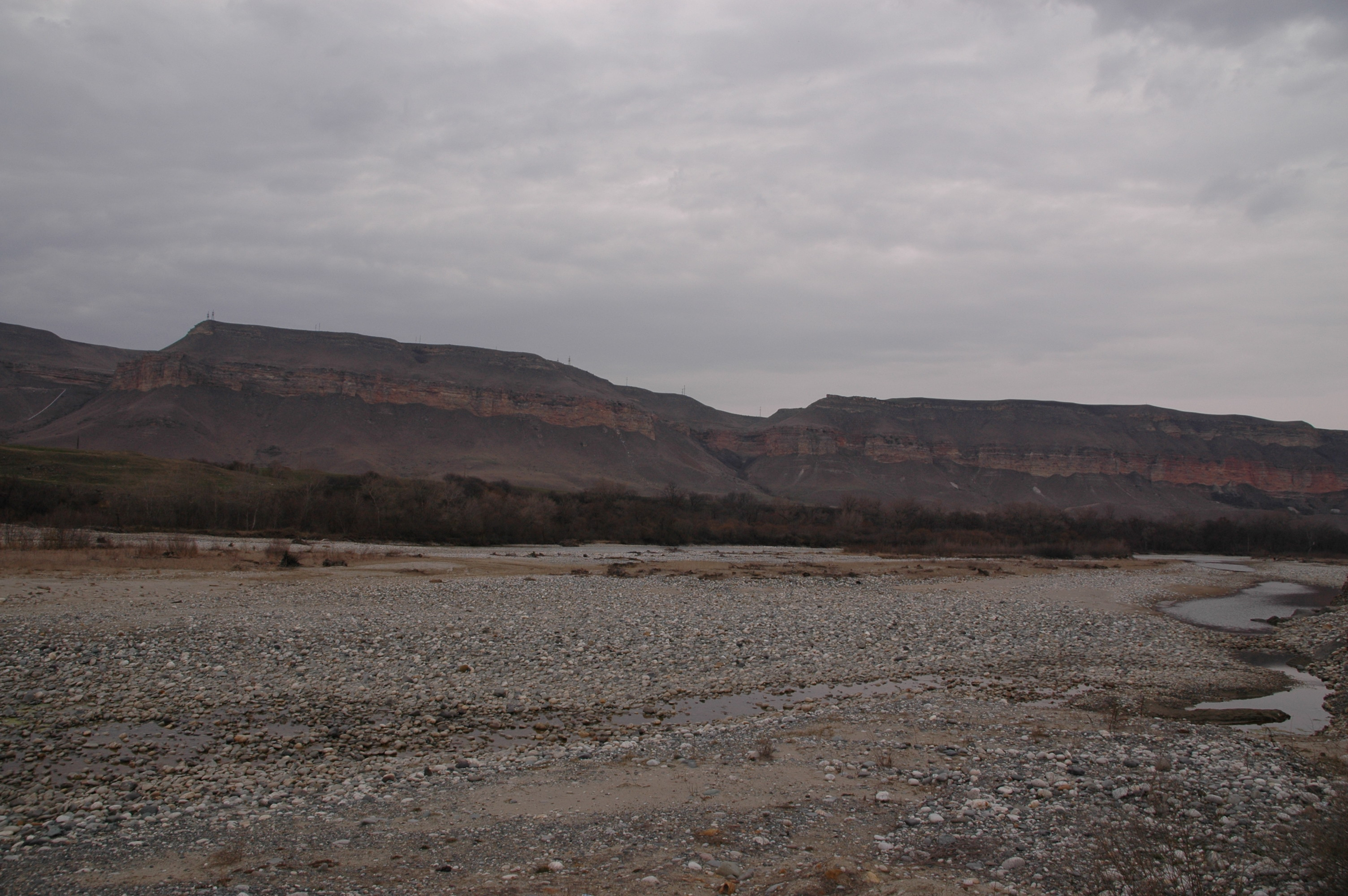
Widok z Suchumskiej Drogi Wojennej

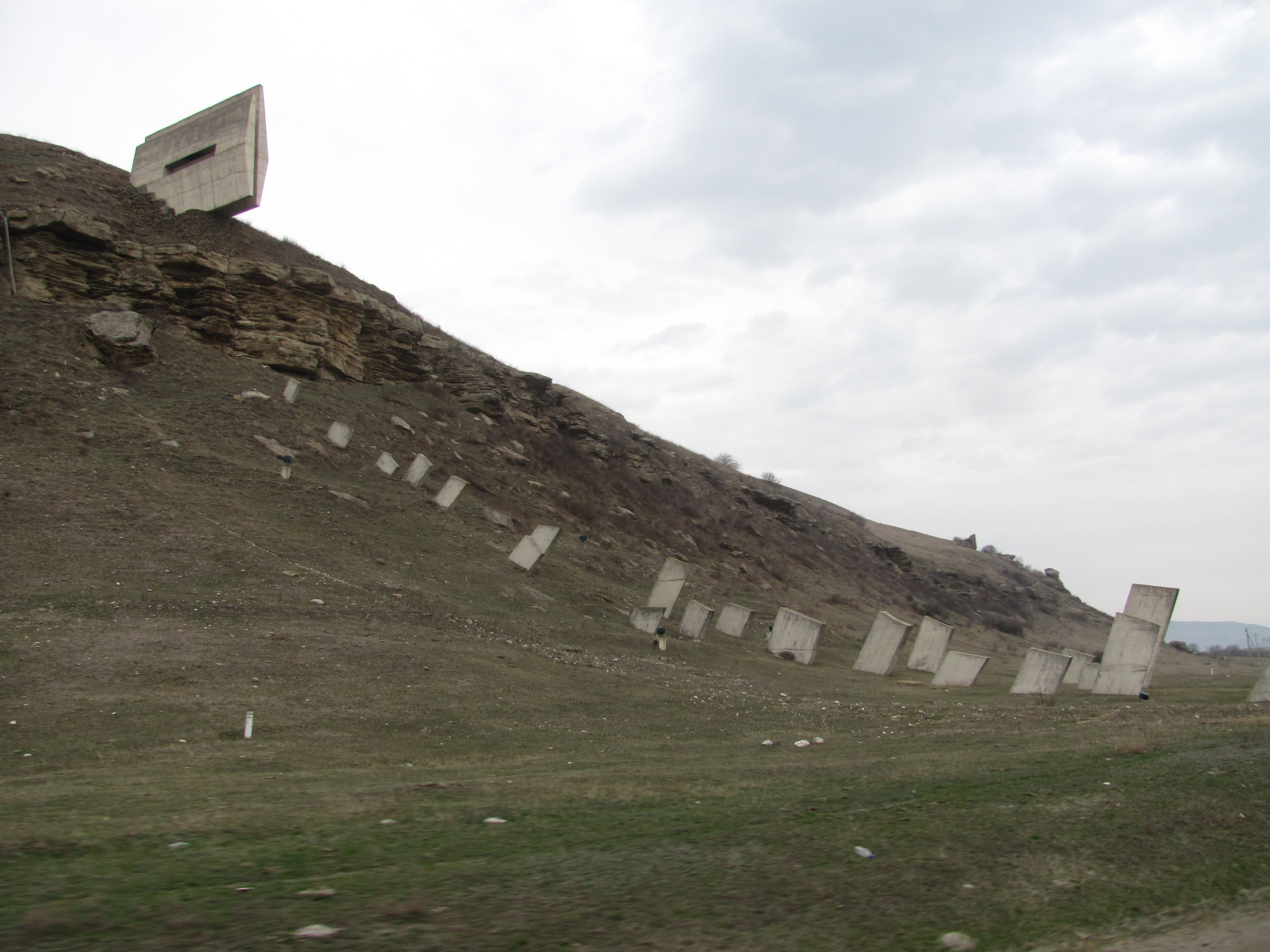
Suchumska Droga Wojenna - Pomnik upamiętniający żołnierzy sowieckich poległych w walkach o Kaukaz

Suchumska Droga Wojenna (ros. Вое́нно-Суху́мская доро́га, Wojenno-Suchumskaja doroga, gruz. სოხუმის სამხედრო გზა, Sochumis Samchedro Gza) – historyczna nazwa górskiego odcinka drogi samochodowej łączącej Rosję z Gruzją; biegnie od Stawropola przez Czerkiesk i Karaczajewsk w Karaczajo-Czerkiesji do Suchumi w Abchazji; dł. 337 km. Datujący się od VIII w. szlak karawan arabskich, widoczny na mapie weneckiej z XIV wieku. W połowie XIX w. powstał projekt przystosowania drogi do transportu kołowego. Budowę zaczęto w 1894 r., ukończono w 1903. W okresie II wojny światowej przystosowana do ruchu samochodowego, obecnie pełni ważną rolę gospodarczą i stanowi interesującą trasę turystyczną ze względu na przylegające do niej zabytki architektury.